# Gymnobathra
Gymnobathra é um gênero de traça pertencente à família Agonoxenidae.